# الفتح الزيري لمالقة
الفتح الزيري لمالقة هو غزو حدث في عام 1056 بين الطائفة الزيرية في غرناطة والطائفة الحمودية في مالقة.
سار باديس بن حبوس ضد ملك مالقة وهزمه في معركة وضم مملكته بنجاح. بعد هذا الانتصار نصب باديس بن حبوس أخاه تميم حاكمًا على مالقة.